# 和銅黒谷駅

改札口（2011年9月）

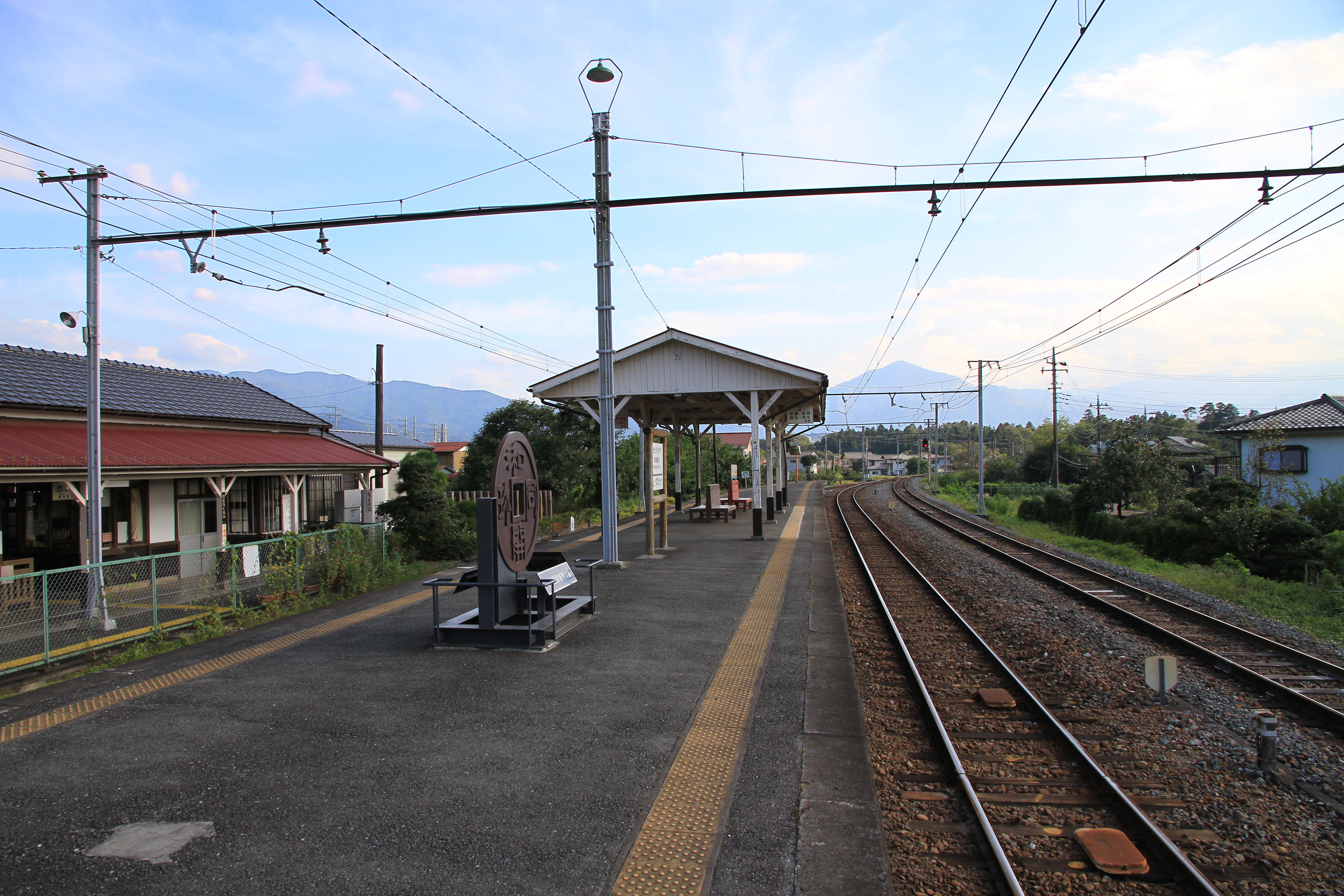
ホーム（2011年9月）

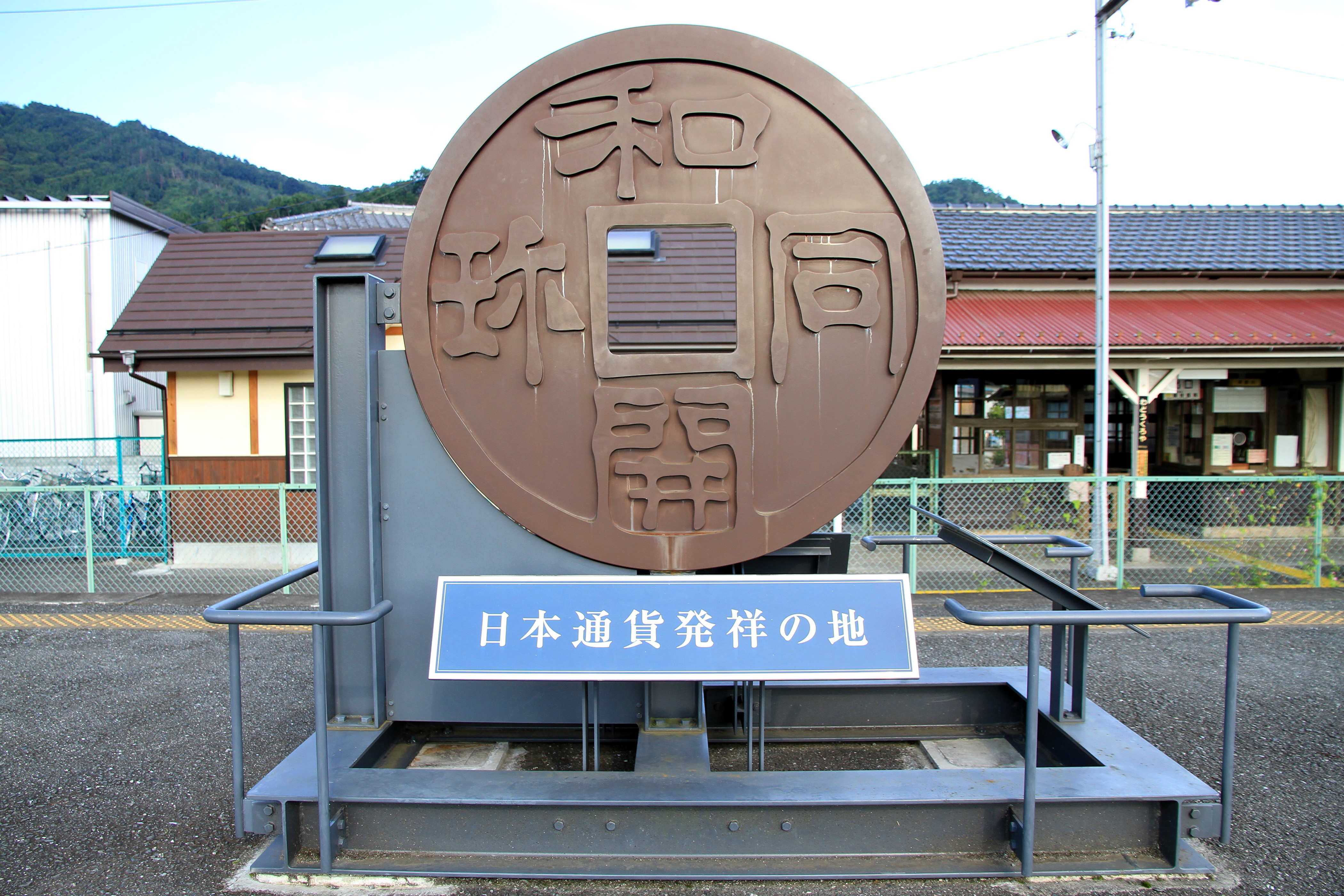
和同開珎のモニュメント

和銅黒谷駅（わどうくろやえき）は、埼玉県秩父市黒谷にある秩父鉄道秩父本線の駅である。駅番号はCR28。

## 歴史

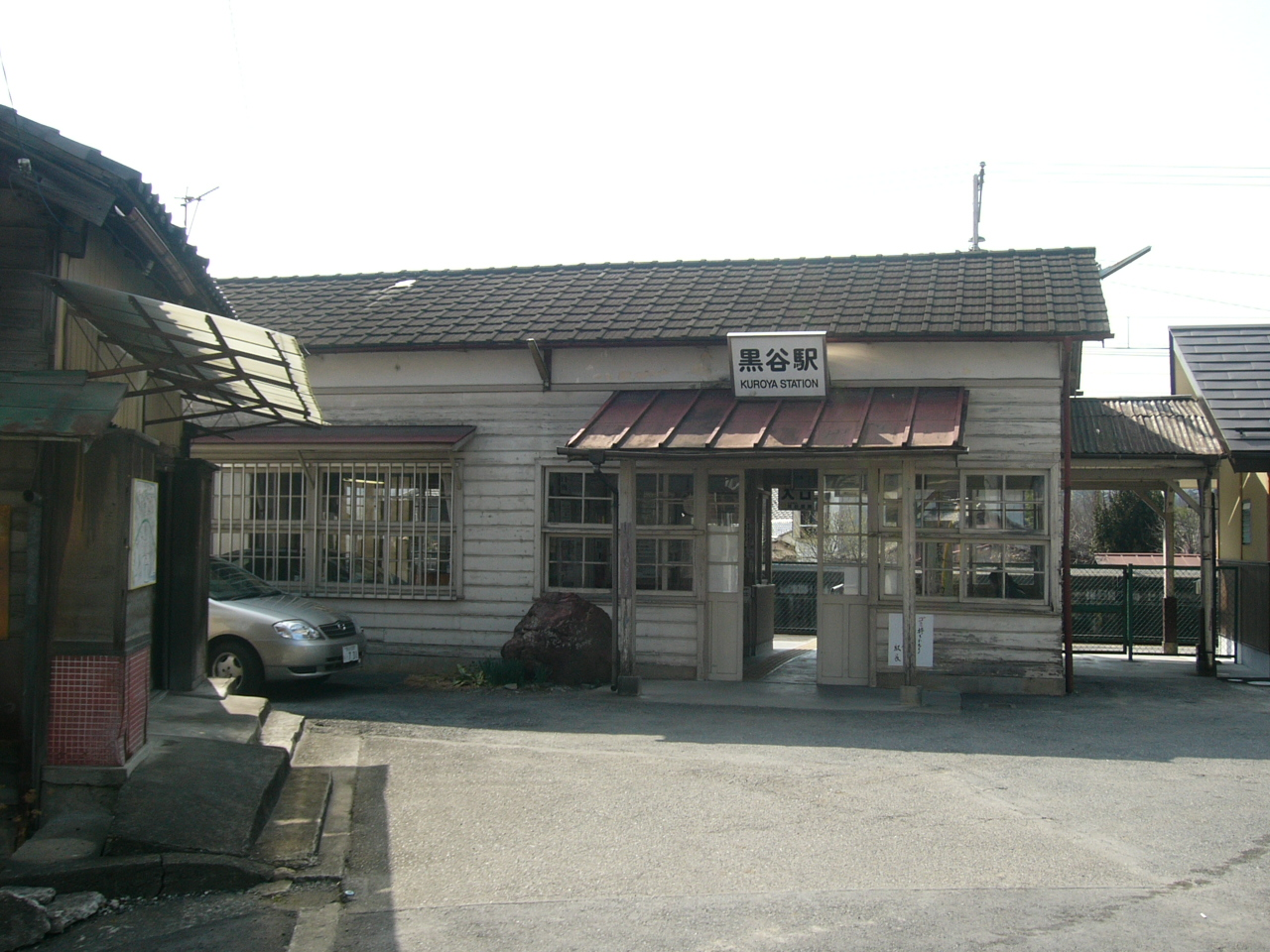
黒谷駅時代の駅舎（2006年5月）

- 1914年（大正3年）10月27日 - 黒谷駅（くろやえき）として開業。
- 2008年（平成20年）4月1日 - 和銅奉献から1300年を記念し、和銅黒谷駅に改称。
- 2022年（令和4年）3月12日：ICカード「PASMO」の利用が可能となる[1]。同時に無人化[1]。

## 駅構造
島式ホーム1面2線を有する地上駅。無人駅である。木造駅舎を有する。簡易PASMO改札機設置駅。
無人化以前は業務委託駅（管理駅:寄居駅）であり、駅係員勤務時間は平日の月・水・金曜日は7:00 - 14:00、平日の火・木曜日は11:30 - 18:30、土休日は8:00 - 16:00となっていた。
和銅が採掘された「和銅遺跡」の最寄り駅である。当駅から徒歩約5分で聖神社へ、和銅遺跡へは神社から徒歩約15分の距離である。ホームには大型の和同開珎のモニュメントが置かれている。
トイレは、改札内にある。

### のりば
| 番線 | 路線    | 方向 | 行先                               |
| ---- | ------- | ---- | ---------------------------------- |
| 1    | ■秩父線 | 下り | 秩父・三峰口方面                   |
| 2    | ■秩父線 | 上り | 長瀞・寄居・熊谷・行田市・羽生方面 |

1番線の場合、自社通勤型車両では各車両中程の2ヶ所のみドアが開く。

## 利用状況
- 2019年度の1日平均乗車人員は218人である。

| 年度               | 乗車人員 （1日平均） |
| ------------------ | -------------------- |
| 2009年（平成21年） | 185                  |
| 2010年（平成22年） | 187                  |
| 2011年（平成23年） | 185                  |
| 2012年（平成24年） | 169                  |
| 2013年（平成25年） | 178                  |
| 2014年（平成26年） | 192                  |
| 2015年（平成27年） | 189                  |
| 2016年（平成28年） | 185                  |
| 2017年（平成29年） | 212                  |
| 2018年（平成30年） | 218                  |
| 2019年（令和元年） | 218                  |

近年の乗車・降車人員の推移は下表のとおりである。
| 年度               | 年間 乗車人員 | 年間 降車人員 |
| ------------------ | ------------- | ------------- |
| 1974年（昭和49年） | 176,919       | 171,652       |
| 1975年（昭和50年） | 174,244       | 171,526       |
| 1976年（昭和51年） | 146,635       | 131,587       |
| 1977年（昭和52年） | 143,882       | 141,985       |
| 1978年（昭和53年） | 134,259       | 137,165       |
| 1979年（昭和54年） | 130,611       | 127,433       |
| 1980年（昭和55年） | 129,703       | 125,392       |
| 1981年（昭和56年） | 128,522       | 123,685       |
| 1982年（昭和57年） | 125,067       | 121,462       |
| 1983年（昭和58年） | 121,079       | 114,288       |
| 1984年（昭和59年） | 116,362       | 110,057       |
| 1985年（昭和60年） | 114,790       | 112,956       |
| 1986年（昭和61年） | 114,787       | 109,396       |
| 1987年（昭和62年） | 111,200       | 104,664       |
| 1988年（昭和63年） | 106,824       | 100,449       |
| 1989年（平成元年） | 102,304       | 97,959        |
| 1990年（平成2年）  | 105,066       | 103,016       |
| 1991年（平成3年）  | 105,023       | 101,993       |
| 1992年（平成4年）  | 101,160       | 101,712       |
| 1993年（平成5年）  | 102,924       | 100,251       |
| 1994年（平成6年）  | 99,388        | 96,759        |
| 1995年（平成7年）  | 91,745        | 90,085        |
| 1996年（平成8年）  | 97,415        | 93,375        |
| 1997年（平成9年）  | 84,834        | 88,778        |
| 1998年（平成10年） | 83,822        | 83,938        |

## 駅周辺
- 国道140号
- 荒川
  - 和銅大橋
- 横瀬川
  - 横瀬川橋梁
- 和銅遺跡
- 聖神社
- 諏訪城跡
- 飯塚・招木古墳群
- 和銅鉱泉
- コメリハード&グリーン秩父黒谷店

## 路線バス
| 乗り場     | 乗り場 | 系統   | 主要経由地               | 行先       | 運行会社     | 備考 |
| ---------- | ------ | ------ | ------------------------ | ---------- | ------------ | ---- |
| 和銅黒谷駅 |        | 原谷線 | 下宿・大野原駅前・秩父駅 | 西武秩父駅 | 西武観光バス |      |

## 隣の駅
秩父鉄道
■秩父本線
□SLパレオエクスプレス・■急行「秩父路」
通過
□各駅停車
皆野駅 (CR27) - 和銅黒谷駅 (CR28) -  （貨）武州原谷駅 - 大野原駅 (CR29)